# Hugo Kołłątaj
Hugo Kołłątaj, född 1 april 1750, död 28 februari 1812, var en polsk politiker.
Kołłątaj var rektor för Krakóws universitet 1782-85, kronkansler vid riksdagen 1788-91 och i övrigt verksam för tillkomsten av den fria författningen 1791 men inlät sig på grund av maktlystnad i förbindelser med Katarina II av Ryssland 1793. Han miste därefter sin förut stora popularitet och försökte förgäves spela en roll under Kościuszko-upproret. 1792-1803 var han fången hos österrikarna, och förde därefter ett kringflackande liv.